# Distrito de Kheda
Kheda (en guyaratí; ખેડા જિલ્લો ) es un distrito de India en el estado de Guyarat . Código ISO: IN.GJ.KH.
Comprende una superficie de 4 218 km².
El centro administrativo es la ciudad de Kheda.

## Demografía
Según censo 2011 contaba con una población total de 2 298 934 habitantes.